# Condado de Lunenburg (Nova Escócia)
O Condado de Lunenburg é um dos 18 condados da província canadense de Nova Escócia. A população do condado é de cerca de 47,313 habitantes e a área territorial é de 2,907.93 quilômetros quadrados.